# Pietraroja
Pietraroja là một đô thị ở tỉnh Benevento trong vùng Campania của Ý. Đô thị này cách Benevento 50 km về phía tây bắc, cách Napoli khoảng 83 km về phía đông bắc và cách Roma khoảng 223 km về phía đông nam. Pietraroja nằm ở độ cao 818 m trên mực nước biển. 
Tại thời điểm 31 tháng 12 năm 2004, đô thị này có dân số 658 người và diện tích là 35.7 km².
Pietraroja giáp các đô thị: Cerreto Sannita, Cusano Mutri, Guardiaregia, Morcone, Sepino.Pietraroja belongs to the "Comunità montana del Titerno".